# Asta Nørregaard
Asta Nørregaard (Oslo, 13 agosto 1853 – Oslo, 23 marzo 1933) è stata una pittrice norvegese famosa per i suoi ritratti.

## Biografia
Asta Elise Jakobine Nørregaard nacque a Oslo (in quegli anni Christiania), da Hans Peter Nørregaard (1818-1872) ed Elise Jacobine Hesselberg (1821-1853).. Appena nata rimase orfana di madre e suo padre morì quando ella aveva solo 19 anni. Non si sposò mai.  
Ricevette una educazione artistica iniziale alla Scuola di pittura di Knud Bergslien, assieme a Harriet Backer e fu quindi allieva di Eilif Peterssen a Monaco dal 1875 al 1878 e durante l'anno seguente si trasferì a Parigi per perfezionarsi. Iniziò quindi ad esporre con delle mostre personali presso il "Blomqvist Kunsthandel" nel 1893, 1903, 1913 e nel 1925, ma non tralasciò di esporre in gruppo anche a Parigi al "Salon de Paris" nel 1881 e 1882, in mostre internazionali ad Anversa nel 1885 e ancora a Parigi nel 1889. 

Nel 1920 ricevette la "Medaglia reale d'oro al merito". Le sue opere furono esposte anche al Munch Museum, all'Oslo City Museum, presso l' Università di Oslo e alla "National Gallery" norvegese, a Oslo.
Dopo una lunga vita di lavoro Asta Nørregaard morì ad Oslo quasi ottantenne.

## Opere scelte
- Paul Breder, 1879
- Anette Birch 1882
- L'attente de Christ 1881
- Maggie Plahte, 1881
- Maggie reiseklar, 1881
- Asta Norregaard Fransk kjokkeninterior, 1881
- Villiers-le-Bel, 1881
- Carl Paul Caspari, 1885
- Edvard Munch, 1885
- Gisle Johnson, 1885
- Bondekone fra Normandie, ca. 1887–89
- Angelo, 1888
- Lesende dame ved vindu, 1888
- Midnattsmesse i et fransk kloster, 1888–89
- Elisabeth Fearnley, 1892
- Martine Cappelen Hjort, 1897
- Musikkinteriør, 1898
- Dagny Kiær, 1899
- Niels August Andresen Butenschøn, 1900
- Marie Andresen Butenschøn, 1904
- Harald Løvenskiold, 1905,

## Galleria d'immagini

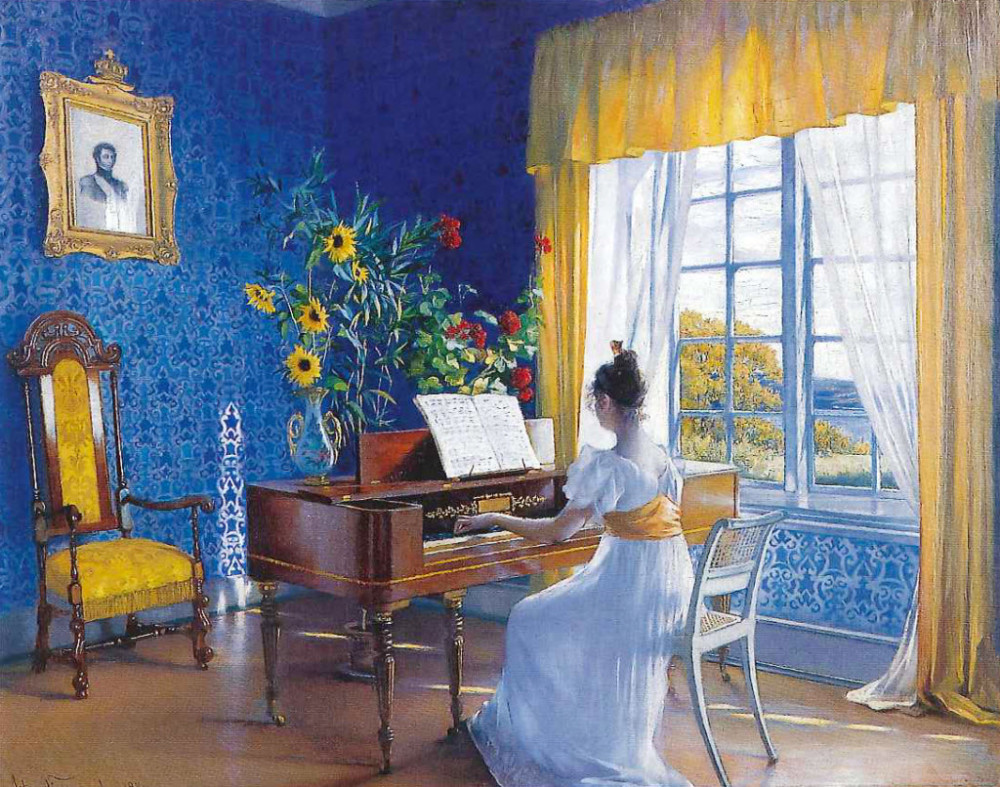
Interno musicale, 1898
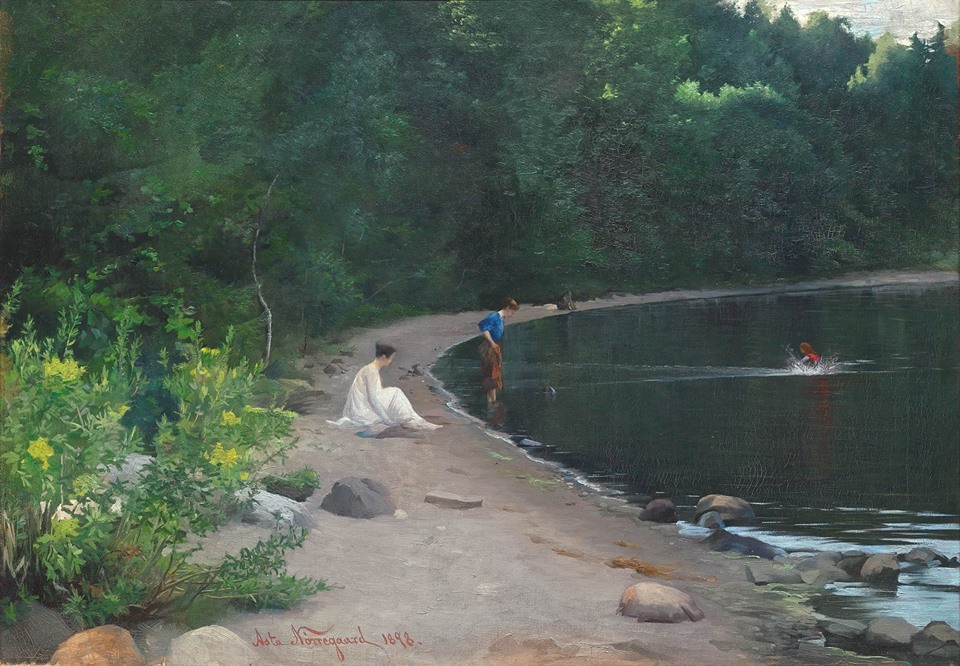
Donne sulla spiaggia, 1898
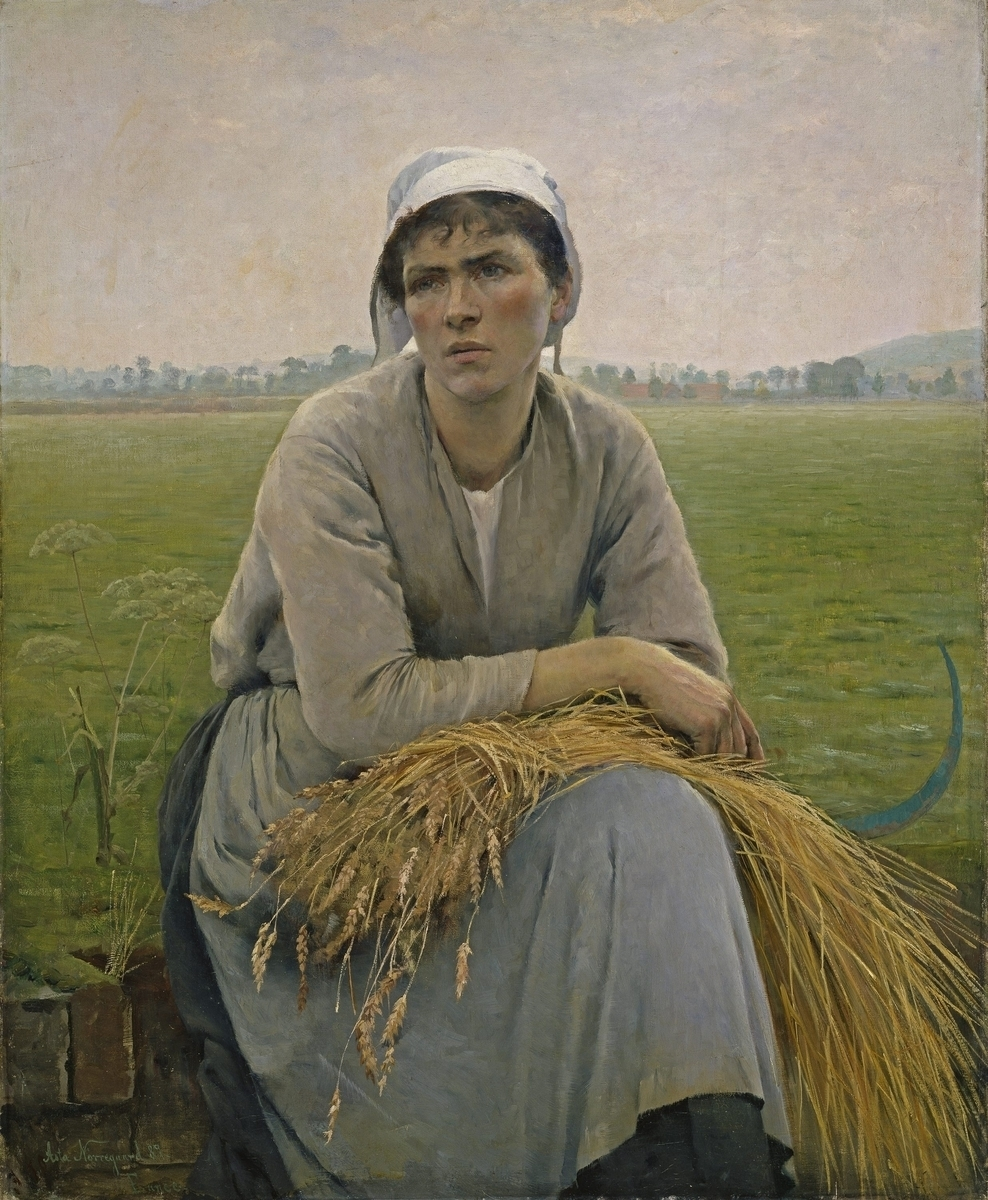
Mietitrice bretone, 1898

### Alcuni ritratti

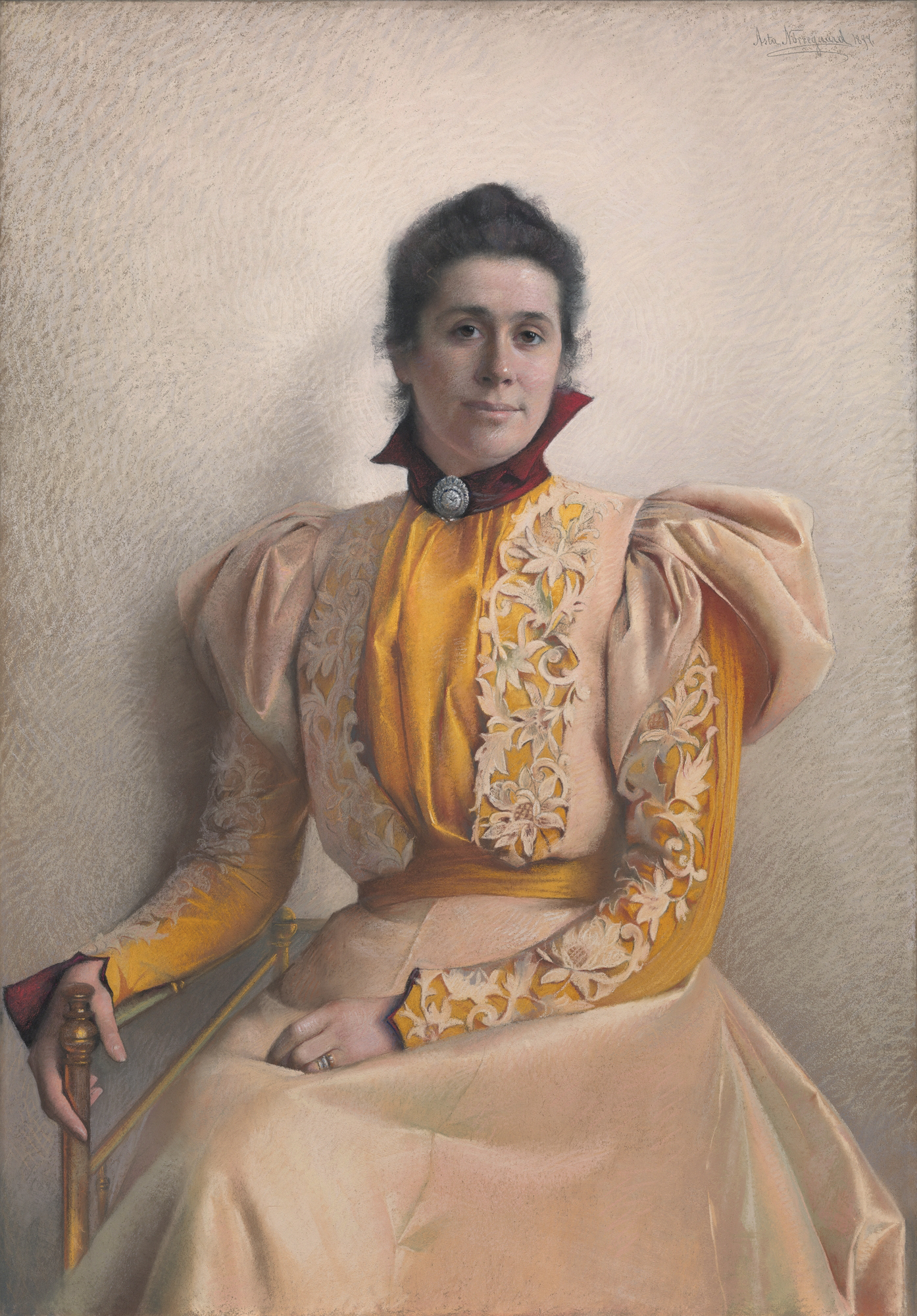
Marthine Cappelen Hjort, 1897
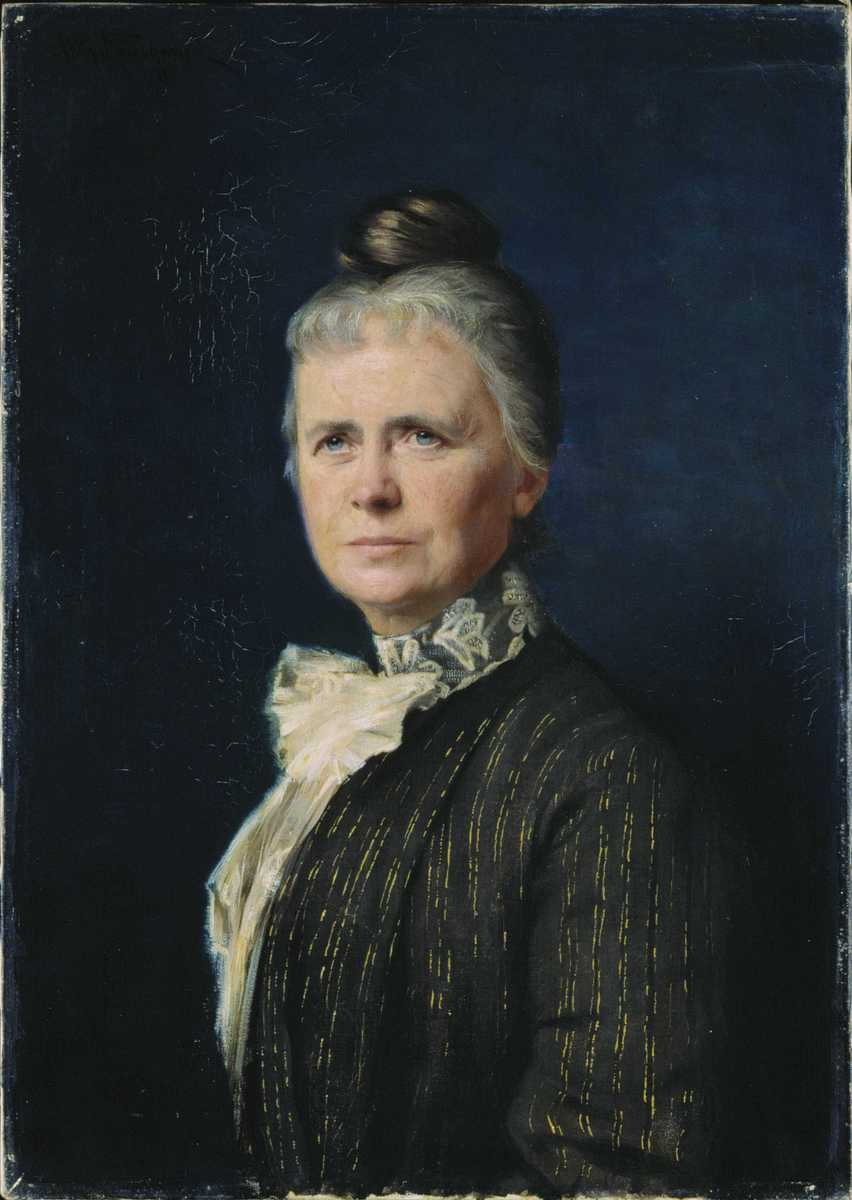
Ragna Nielsen
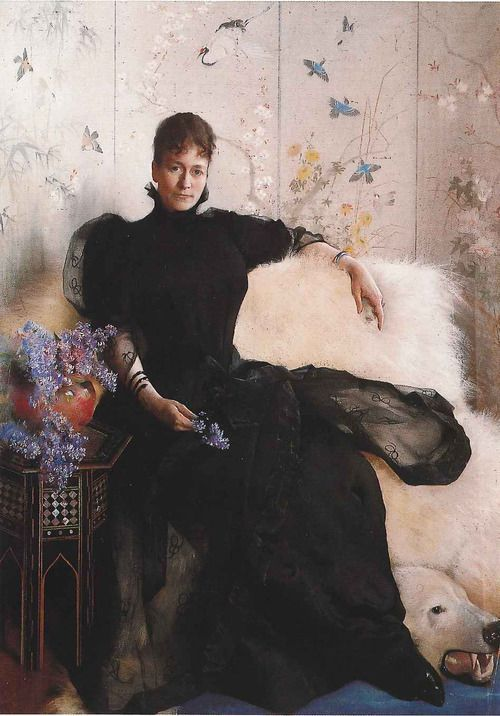
Elisabeth Feornley, 1892
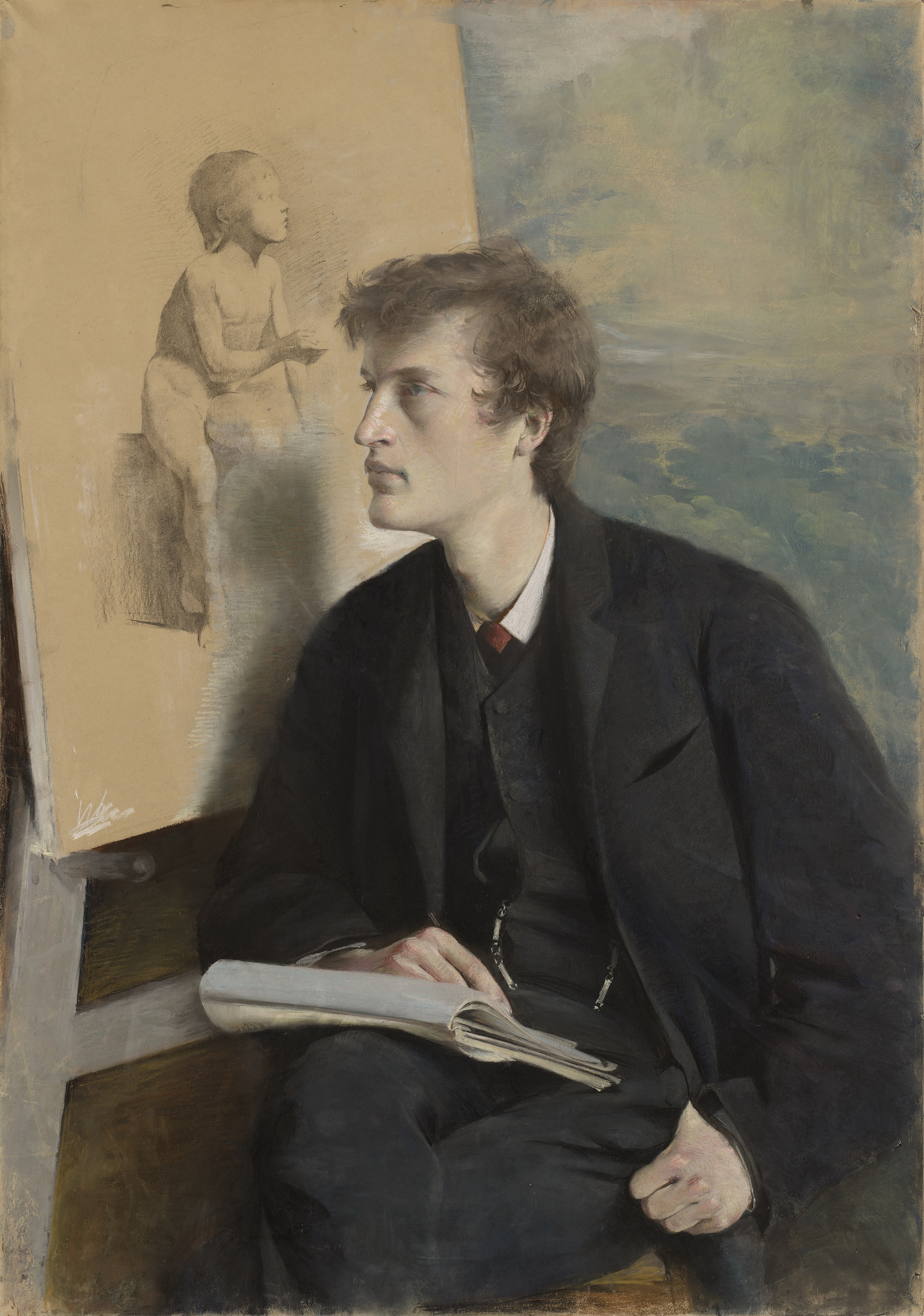
Edvard Munch, 1885
Paul Breder, 1879
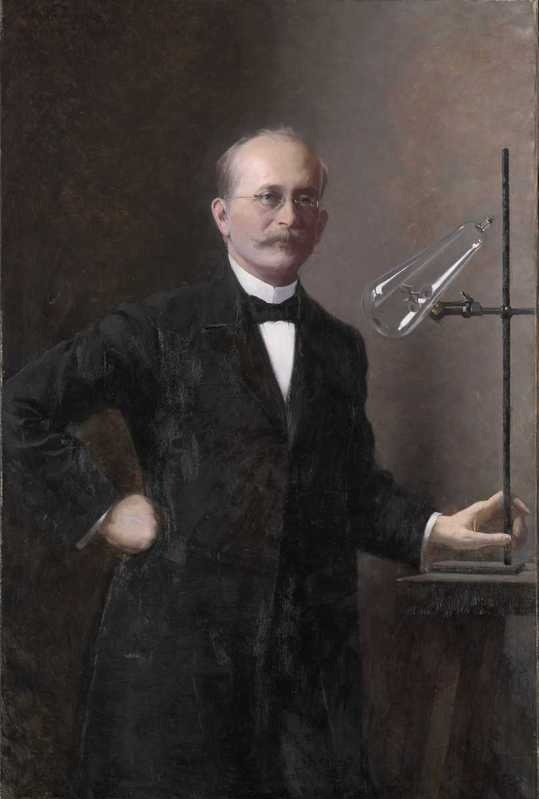
Kristian Birkeland 1902